# Thaweekun Thong-on
Thaweekun Thong-on (tiếng Thái: ทวีคูณ ทองอ่อน), sinh ngày 1 tháng 3 năm 1998) là một cầu thủ bóng đá người Thái Lan thi đấu ở vị trí tiền vệ cho câu lạc bộ Giải bóng đá Ngoại hạng Thái Lan Ubon UMT United.